# Tococa bullifera
Tococa bullifera är en tvåhjärtbladig växtart som beskrevs av Carl Friedrich Philipp von Martius, Franz von Paula Schrank och Dc.. Tococa bullifera ingår i släktet Tococa och familjen Melastomataceae. Inga underarter finns listade i Catalogue of Life.